# Сумозеро (посёлок)
Су́мозеро — посёлок в составе Сумпосадского сельского поселения Беломорского района Республики Карелия.

## Общие сведения
Расположен на юго-западном берегу озера Сумозеро.

## Население
| 2002 | 2010 | 2013 |
| ---- | ---- | ---- |
| 0    | →0   | →0   |